# Emil Stæhr
Emil Stæhr (30. marts 1827 – 27. marts 1912) var en dansk fotograf med atelier på Vesterbrogade 20 i København.
Stæhr var morbroder til Holger Drachmann og var fortrinsvis rejsende fotograf. I slutningen af sit liv arbejdede han dog primært i hovedstaden, hvor han har taget mange by- og arkitekturbilleder.